# Ifeoma Ajunwa
Pour les articles homonymes, voir Ajunwa.
Ifeoma Yvonne Ajunwa (née le 26 octobre 1980) est une écrivaine nigériane et américaine, juriste spécialiste de l'éthique de l'intelligence artificielle, sociologue et professeur de droit à la faculté de droit de Emory. De 2021 à 2022, elle est boursière Fulbright au Nigéria, où elle étudie le rôle du droit pour les start-ups technologiques.

## Biographie
Ajunwa obtient sa licence à l'Université de Californie à Davis en 2003, son doctorat en droit à la faculté de droit de l'université de San Francisco en 2007, ainsi que sa maîtrise et son doctorat en sociologie à l'université Columbia en 2012 et 2017.
Ses recherches se situent à l'intersection du droit et de la technologie. Elles portent notamment sur la gouvernance éthique des technologies sur le lieu de travail, l'origine ethnique et la technologie, l'intelligence artificielle et la discrimination, la gouvernance d'entreprise, la diversité, l'équité et l'inclusion, l'équité en matière de santé et la protection de la vie privée. Ses recherches portent également sur la diversité et l'inclusion sur le marché du travail et sur le lieu de travail. Son premier livre, à ce jour non traduit, The Quantified workera été publié par Cambridge University Press en mai 2023.
Ajunwa est conférencière active, conseillère et experte en matière d'intelligence artificielle et d'éthique. Elle témoigne devant le Congrès et plusieurs agences gouvernementales américaine. Elle témoigne devant l'Equal Employment Opportunity Commission (EEOC) lors de la réunion du 31 janvier 2023.Le 5 février 2020, Mme Ajunwa a témoigné lors d'une audition de la commission de l'éducation et du travail de la Chambre des représentants des États-Unis sur le thème  de la protection des droits des travailleurs à l'ère numérique où elle a évoqué les préjugés raciaux liés à l'intelligence artificielle dans les pratiques d'embauche et a plaidé en faveur d'une législation protégeant la confidentialité des données personnelles et génétiques sur le lieu de travail. Le 6 mai 2018,elle a animé une conférence TEDx à l'université de Cornell, où elle a présenté un exposé sur les controverses de l'éthique et de la technologie sur le lieu de travail. Elle est membre du Labor Tech Research Network et a été membre du conseil consultatif ou consultante pour plusieurs entreprises technologiques figurant au classement Fortune 500.